# Retschwiller
Retschwiller település Franciaországban, Bas-Rhin megyében. Lakosainak száma 275 fő (2022. január 1.). Retschwiller Hoffen, Keffenach, Memmelshoffen, Schœnenbourg és Soultz-sous-Forêts községekkel határos.

## Népesség
A település népessége az elmúlt években az alábbi módon változott:
| Lakosok száma | 275  | 279  | 287  | 285  | 282  | 279  | 276  | 275  | 275  |
|               | 2013 | 2015 | 2016 | 2017 | 2018 | 2019 | 2020 | 2021 | 2022 |